# Josh Radnor
Joshua Radnor (Columbus, Ohio, 29 juli 1974) is een Amerikaans acteur. Hij speelde van 2005 tot 2014 hoofdpersonage Ted Mosby in de Amerikaanse komedieserie How I Met Your Mother.
Radnor was in 2000 voor het eerst op televisie te zien tijdens een eenmalige gastrol in de televisieserie Welcome to New York. De daaropvolgende vijf jaar vulde hij zijn cv aan met voornamelijk eenmalige optredens in series als Law & Order, ER en Six Feet Under. Ook had hij een bescheiden rolletje als reisgids in de film Not Another Teen Movie. Radnor kreeg in 2005 vervolgens zijn eerste omvangrijke rol toebedeeld toen hij werd gecast als Ted Mosby, het hoofdpersonage in de komische serie How I Met Your Mother.

## Films
- Social Animals  (2018, Paul)
- Liberal Arts  (2012, Jesse)
- Happythankyoumoreplease (2010, Sam Wexler)
- Everyday Life (2004, televisiefilm, Husband)
- Not Another Teen Movie (2001, Tour Guide)

## Tv-series (selectie)
- Hunters (2020, Lonny Flash)
- Grey's Anatomy (televisieserie) (2018, 1 aflevering: Momma Knows Best, Jon)
- Social Animals (2018, 1 aflevering, Paul)
- Rise (2018, Lou "Mr. Mazzu" Mazzuchelli)
- How I Met Your Mother  (2005-2014, Ted Mosby)
- Family Guy (2007, 2009, 2 afleveringen, Ted Mosby)
- Judging Amy (2005, 1 aflevering, Justin Barr)
- Miss Match (2003, 1 aflevering, Andrew Gilbert)
- Six Feet Under (2003, Will Jaffe)
- ER (2003, Keith)
- The Court (2002, 3 afleveringen, Dylan Hirsch)
- Law & Order (2002, 1 aflevering, Robert Kitson)
- Welcome to New York (2000, 1 aflevering, Doug)